# Княжеская Украина (серия монет)
Княжеская Украина (укр. Княжа Україна) — серия памятных монет, выпущенная Национальным банком Украины в 1998—2002 годах.
Серия состоит из восьми серебряных монет номиналом в 10 гривен. Монеты серии не имеют единого оформления аверса и реверса.
О начале выпуска выпуске монет серии и выпуске первой монеты («Кий») было объявлено письмом НБУ от 29 июня 1998 года. О выпуске других монет серии было сообщено письмами НБУ: «Даниил Галицкий» — от 30 июня 1998, «Аскольд» — от 29 июня 1999, «Ольга» — от 18 января 2000, «Владимир Великий» — от 25 сентября 2000, «Ярослав Мудрый» — от 26 февраля 2001, «Святослав» — от 23 октября 2002, «Владимир Мономах» — от 22 ноября 2002.

## Монеты
| Аверс | Реверс | Описание | Примечание |
| ----- | ------ | --- | --- |
|       |        | На аверсе: в обрамлении орнамента древнерусской напрестольной арки-оберега XII в. — изображение малого государственного герба Украины, надписи «УКРАЇНА 10 ГРИВЕНЬ 1998», обозначение пробы и массы металла — «Ag 925 31,1». На реверсе: князь Кий, изображения фигур трёх братьев и женщины (Кий, Щек, Хорив и Лыбедь), на заднем плане — крепость на холме. Надписи: «КИЙ КНЯЖА УКРАЇНА».                                                                       | - Название монеты: Кий - Номинал: 10 гривен - Металл: серебро 925 - Масса чистого серебра: 31,1 г - Диаметр: 38,6 мм - Качество: пруф - Гурт: рифлёный - Тираж: 10 000 - Художник: Владимир Таран, Александр Харук, Сергей Харук, Виталий Казаченко - Скульптор: аверс — Владимир Демьяненко, реверс — Владимир Атаманчук - Дата выпуска в обращение: 29 июня 1998 - Отпускная цена НБУ: 618 гривен          |
|       |        | | |
|       |        | На аверсе: в обрамлении орнамента капителей галицкой каменной церкви XII в. с вплетёнными в него гербовыми фигурами птицы и льва — символами городов Галича и Львова — изображение малого государственного герба Украины, надписи «УКРАЇНА 10 ГРИВЕНЬ 1998», обозначение пробы и массы металла — «Ag 925 31,1». На реверсе: поясной портрет князя Даниила Галицкого, древнерусские здания, княжеское войско. Надписи: «ДАНИЛО ГАЛИЦЬКИЙ 1205—1264 КНЯЖА УКРАЇНА». | - Название монеты: Даниил Галицкий - Номинал: 10 гривен - Металл: серебро 925 - Масса чистого серебра: 31,1 г - Диаметр: 38,6 мм - Качество: пруф - Гурт: рифлёный - Тираж: 10 000 - Художник: Владимир Таран, Александр Харук, Сергей Харук, Виталий Казаченко - Скульптор: аверс — Роман Чайковский, реверс — Владимир Демьяненко - Дата выпуска в обращение: 1 июля 1998 - Отпускная цена НБУ: 618 гривен |
|       |        | | |
|       |        | На аверсе: в обрамлении древнерусского орнамента — изображение малого государственного герба Украины, надпись «1999 УКРАЇНА 10 ГРИВЕНЬ», обозначение пробы и массы металла — «Ag 925 31,1». На реверсе: князь Аскольд, ведущий в поход своих дружинников. Надписи: «АСКОЛЬД ІХ ст. КНЯЖА УКРАЇНА». | - Название монеты: Аскольд - Номинал: 10 гривен - Металл: серебро 925 - Масса чистого серебра: 31,1 г - Диаметр: 38,6 мм - Качество: пруф - Гурт: рифлёный - Тираж: 10 000 - Художник: Владимир Таран, Александр Харук, Сергей Харук, Виталий Казаченко - Скульптор: Владимир Демьяненко - Дата выпуска в обращение: 30 июня 1999 - Отпускная цена НБУ: 618 гривен                                           |
|       |        | | |
|       |        | На аверсе: в обрамлении древнерусского орнамента с саркофага княгини Ольги в Десятинной церкви — изображение малого государственного герба Украины, надпись «2000 УКРАЇНА 10 ГРИВЕНЬ», обозначение пробы и массы металла — «Ag 925 31,1». На реверсе: на фоне летописной сцены приёма Ольги византийским императором Константином Багрянородным — портрет княгини, надпись «ОЛЬГА 945—964 КНЯЖА УКРАЇНА».                                                         | - Название монеты: Ольга - Номинал: 10 гривен - Металл: серебро 925 - Масса чистого серебра: 31,1 г - Диаметр: 38,6 мм - Качество: пруф - Гурт: рифлёный - Тираж: 10 000 - Художник: Владимир Таран, Александр Харук, Сергей Харук, Виталий Казаченко - Скульптор: Владимир Демьяненко, Владимир Атаманчук - Дата выпуска в обращение: 19 января 2000 - Отпускная цена НБУ: 618 гривен                       |
|       |        | | |
|       |        | На аверсе: в обрамлении древнерусского орнамента — изображение малого государственного герба Украины, надпись «2000 УКРАЇНА 10 ГРИВЕНЬ», обозначение пробы и массы металла — «Ag 925 31,1», логотип Монетного двора НБУ. На реверсе: портрет князя Владимира Святославича на фоне летописного изображения сцены крещения князя. Надписи: «978 ВОЛОДИМИР КНЯЖА УКРАЇНА».                                                                                           | - Название монеты: Владимир Великий - Номинал: 10 гривен - Металл: серебро 925 - Масса чистого серебра: 31,1 г - Диаметр: 38,6 мм - Качество: пруф - Гурт: рифлёный - Тираж: 5000 - Художник: Владимир Таран, Александр Харук, Сергей Харук, Виталий Казаченко - Скульптор: Владимир Демьяненко - Дата выпуска в обращение: 25 сентября 2000 - Отпускная цена НБУ: 618 гривен                                |
|       |        | | |
|       |        | На аверсе: в обрамлении древнерусского орнамента с саркофага князя Ярослава Мудрого — изображение малого государственного герба Украины, надпись «2001 УКРАЇНА 10 ГРИВЕНЬ», обозначение пробы и массы металла — «Ag 925 31,1», логотип Монетного двора НБУ. На реверсе: князь Ярослав Мудрый со сборником законов в руке с надписью «ПРАВДА РУСЬСКАЯ». Слева от князя — Оранта, справа — собор. Надписи: «ЯРОСЛАВ 1015 МУДРИЙ 1054 КНЯЖА УКРАЇНА».                | - Название монеты: Ярослав Мудрый - Номинал: 10 гривен - Металл: серебро 925 - Масса чистого серебра: 31,1 г - Диаметр: 38,6 мм - Качество: пруф - Гурт: рифлёный - Тираж: 3000 - Художник: Владимир Таран, Александр Харук, Сергей Харук, Виталий Казаченко - Скульптор: Владимир Демьяненко - Дата выпуска в обращение: 26 февраля 2001 - Отпускная цена НБУ: 618 гривен                                   |
|       |        | | |
|       |        | На аверсе: в обрамлении древнерусского орнамента с ритуального турьего рога из черниговского кургана Чёрная могила (X в.) — изображение малого государственного герба Украины, надпись «2002 УКРАЇНА 10 ГРИВЕНЬ», обозначение пробы и массы металла — «Ag 925 31,1», логотип Монетного двора НБУ. На реверсе: князь Святослав Игоревич на фоне языческих идолов и батальной сцены, надписи «964 СВЯТОСЛАВ 972 КНЯЖА УКРАЇНА».                                     | - Название монеты: Святослав - Номинал: 10 гривен - Металл: серебро 925 - Масса чистого серебра: 31,1 г - Диаметр: 38,6 мм - Качество: пруф - Гурт: рифлёный - Тираж: 3000 - Художник: Владимир Таран, Александр Харук, Сергей Харук, Виталий Казаченко - Скульптор: Святослав Иваненко, Владимир Демьяненко - Дата выпуска в обращение: 24 октября 2002 - Отпускная цена НБУ: 618 гривен                    |
|       |        | | |
|       |        | На аверсе: в обрамлении древнерусского орнамента — изображение малого государственного герба Украины, надпись «2002 УКРАЇНА 10 ГРИВЕНЬ», обозначение пробы и массы металла — «Ag 925 31,1», логотип Монетного двора НБУ. На реверсе: на фоне построек древнерусского города — князь Владимир Мономах с книгой в руках, справа от него — святой Георгий. Надписи: «ВОЛОДИМИР 1113 МОНОМАХ 1125 КНЯЖА УКРАЇНА».                                                     | - Название монеты: Владимир Мономах - Номинал: 10 гривен - Металл: серебро 925 - Масса чистого серебра: 31,1 г - Диаметр: 38,6 мм - Качество: пруф - Гурт: рифлёный - Тираж: 3000 - Художник: Владимир Таран, Александр Харук, Сергей Харук, Виталий Казаченко - Скульптор: Владимир Атаманчук, Владимир Демьяненко - Дата выпуска в обращение: 22 ноября 2002 - Отпускная цена НБУ: 618 гривен              |
|       |        | | |